# Friedrich August von Klinkowström

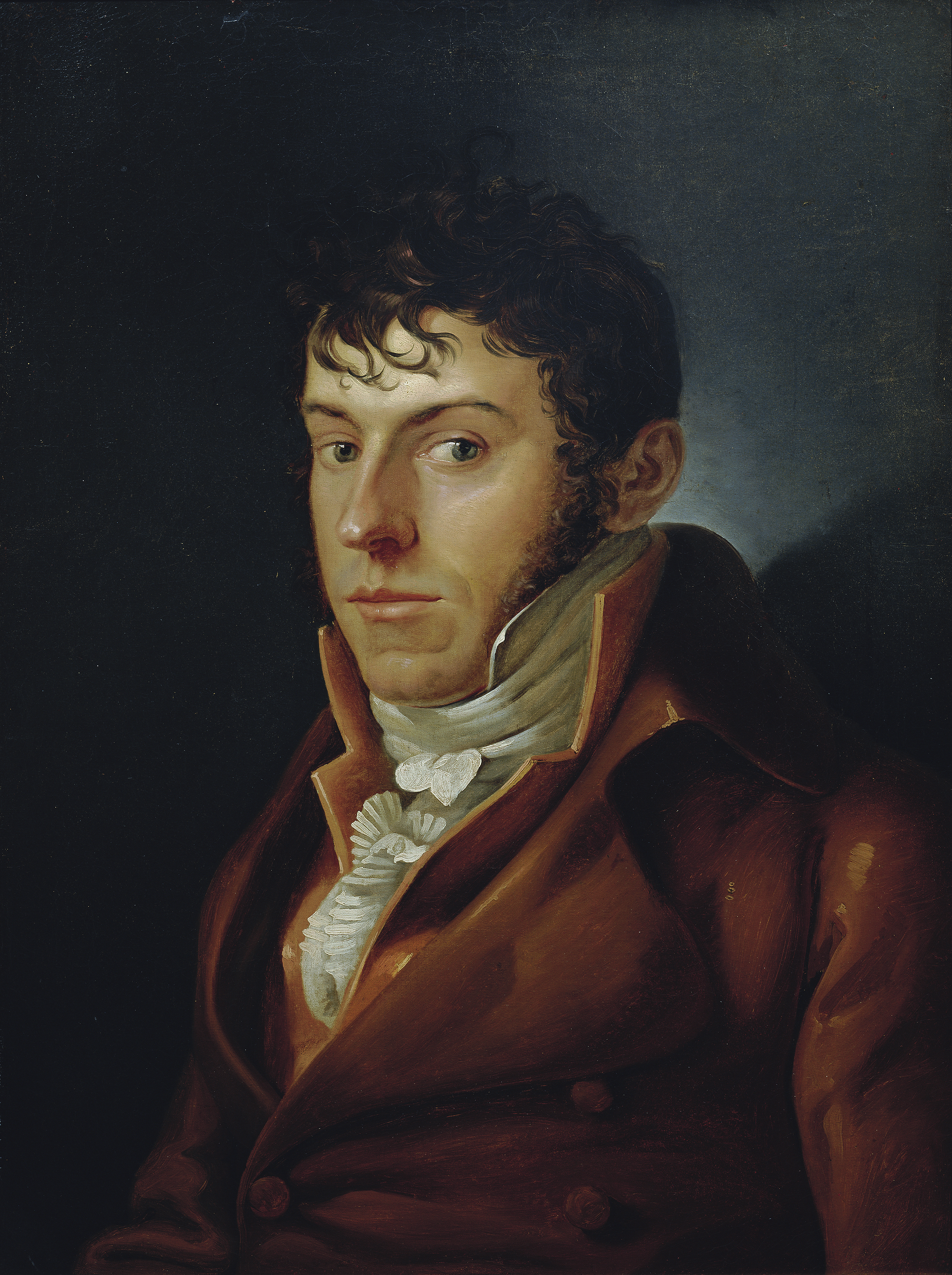
Friedrich August von Klinkowström, Gemälde von Philipp Otto Runge, 1808

Friedrich August von Klinkowström (* 31. August 1778 in Ludwigsburg bei Greifswald; † 4. April 1835 in Wien) war ein deutscher Pädagoge, Maler, Schriftsteller und preußischer Offizier. Zunächst Maler der norddeutschen Frühromantik, gehörte er später zum Kreis der Wiener Romantiker und war unter dem Pseudonym Friedrich Kindmann auch als Herausgeber tätig.

## Herkunft
Friedrich August von Klinkowström war der zweitälteste Sohn des Oberstleutnants a. D. Friedrich Ernst Sebastian von Klinkowström (1735–1821) auf Schloss Ludwigsburg, Loissin und Niederhoff und der Anna Louise Wilhelmine von Rosenberg (1751–1823). Der preußische Generalleutnant Carl Leonhard von Klinkowström (1784–1865) war einer seiner jüngeren Brüder, mit dem er später oft im Briefwechsel stand. Der Jurist Gustav von Klinkowström (1739–1808) war sein Onkel väterlicherseits.

## Leben
Friedrich August von Klinkowström begann 1792 ein Studium an der Universität Greifswald, ging aber bereits im Februar 1793 auf Wunsch des Vaters in Danzig als Offizier in den preußischen Militärdienst.
Anfang 1802 nahm er seinen Abschied vom Militär und kehrte nach Ludwigsburg zurück, um sich ganz seiner künstlerischen Begabung zu widmen. Ab April 1802 erhielt er ersten Malunterricht bei Johann Gottfried Quistorp in Greifswald.
Im Juli 1802 kam Klinkowström in Begleitung von Caspar David Friedrich nach Dresden. Caspar David Friedrich bewohnte ein Zimmer in Klinkowströms Quartier, da dieser von Klinkowströms Vater beauftragt worden war, Klinkowström im ersten Jahr seines Dresdner Aufenthaltes zu unterstützen. In Dresden studierte Klinkowström vor allem die Alten Meister und fand schnell freundschaftlichen Kontakt zu Philipp Otto Runge. Runge und Klinkowström hatten sehr ähnliche Ansichten über Kunst. Ihre Verbundenheit sowie ihr enger und vertrauensvoller Gedankenaustausch und Briefwechsel hatte bis zu Runges Tod im Jahr 1810 Bestand.
Im Mai 1804 kam Klinkowström nach Ludwigsburg, reiste aber Anfang Juni 1804 wieder zurück nach Dresden. Ab Anfang September 1804 war er erneut in Ludwigsburg. Sein Wunsch, im Herbst 1804 nach Rom zu reisen, wurde von seinem Vater nicht bewilligt. Auf Einladung Runges reiste Klinkowström Ende Oktober 1804 nach Hamburg zu Runge und seiner Familie und nahm ab November 1804 mit Runge an dessen Malunterricht bei Johann Friedrich Eich teil. Anfang des Jahres 1805 wohnte Klinkowström in Hamburg bei Friedrich Ludwig Heinrich Waagen (1750–1822). Vor dem Abbruch des Hamburger Doms sicherte Klinkowström gemeinsam mit Runge sich dort befindliche Gemälde für Waagens Sammlung italienischer, niederländischer und deutscher Künstler.
Im Juni 1805 verließ Klinkowström Hamburg und kam nach einer Harzrundreise und über Merseburg und Leipzig Anfang September 1805 zurück nach Dresden. Hier begann er nach den durch Eich in Hamburg erhalten Unterweisungen mit der Kopie des Gemäldes „Die Heilige Nacht“ von Correggio. Dieses Gemälde wurde auf Quistorps Wunsch Weihnachten 1807 im Auditorium der Universität Greifswald ausgestellt, fand jedoch zunächst keinen Käufer.
1806 bis 1808 hielt sich Klinkowström wegen der Napoleonischen Kriege wieder auf Schloss Ludwigsburg auf. Ende Oktober 1808 reiste er nochmals zu Runge nach Hamburg. Dort entstand auch das Bildnis Runges von Klinkowström. Am 20. November 1808 verließ Klinkowström Hamburg und reiste über Amsterdam nach Paris. Da seine Correggio-Kopie immer noch keinen Käufer gefunden hatte, erhielt er von Runge einen Kredit für den Aufenthalt in Paris. Erst 1811 wurde Klinkowströms Correggio-Kopie „Die Heilige Nacht“ aus dem Besitz der Familie Runge von der Kirche St. Marien Greifswald angekauft und 1837 in einen neuen Altaraufbau eingefügt.
In Paris studierte Klinkowström bis 1810 bei Jacques-Louis David. Anschließend ging er nach Rom, wo er den Nazarenern beitrat, deren Anschauungen er auch außerhalb seines künstlerischen Werks folgte.
Im Juni 1811 verließ er Rom und ließ er sich in Wien nieder. Dabei unterstützte ihn sein Schwager Joseph Anton von Pilat, dessen Schwägerin Luise Charlotte von Mengershausen er am 26. November 1812 heiratete. Pilat, Sekretär Metternichs, machte ihn auch mit dem Kreis um Klemens Maria Hofbauer bekannt. Als das Projekt eines Erziehungsinstituts des Adam Heinrich Müller, für das er als Kunstlehrer vorgesehen war, scheiterte, arbeitete er journalistisch unter anderem für den „Österreichischen Beobachter“.
Durch Vermittlung von Stein und Humboldt wurde er Ende 1813 beim Leipziger Generalgouvernement angestellt und beteiligte sich in Sachsen und in der Rheinprovinz an der Organisation der Landwehr.
Nach Wien zurückgekehrt, konvertierte er 1814 zum katholischen Glauben, dem er durch seine Auffassung von Kunst wie durch die Schriften Johann Georg Hamanns schon länger nahestand. 1818 eröffnete er in Wien eine Erziehungsanstalt für – zunächst adlige – Knaben, das „Klinkowströmsche Institut“, der er bis 1834 vorstand. Das ab 1819 im „Scheiblauerhaus“ auf dem Alsergrund (neben dem k.k. Findelhaus) eingerichtete Konvikt durchliefen 210 Schüler. Zu ihnen gehörten unter anderem der spätere Politiker Alexander von Auersperg und der in den USA wirkende Volksmissionar Franz Xaver Weninger (1805–1888).
Anselm Hüttenbrenner berichtet, dass Beethovens Neffe Karl vorübergehend im Erziehungsinstitut von Klinkowström war, dessen Name im Sommer 1820 auch mehrfach in den Konversationsheften des Komponisten erscheint.

## Familie
In der Ehe mit Friederike Luise Charlotte von Mengershausen (1790–1821) wurden fünf Söhne und eine Tochter geboren:
- Georg Ernst Joseph Maria (* 30. August 1813; † 30. März 1876), Prediger, Jesuit und katholischer Missionar
- Clemens Friedrich Johann (* 6. Juni 1815; † 31. Dezember 1887), Archivar im k.k. Haus-, Hof- und Staats-Archiv
- Maria (* 24. September 1816; † 15. April 1883), unter dem Namen Maria Alphonsa Klosterfrau im Kloster der Salesianerinnen zu Gleink bei Steyr
- Alphons Liguori (* 25. Januar 1818; † 2. März 1891), Schriftsteller und Historiker am österreichischen Hof
- Maximilian (* 21. Oktober 1819; † 28. März 1896), Jesuit, katholischer Volksmissionar und Prediger
- Aloisius (*  7. März 1821; † 7. März 1821), starb bei der Geburt gemeinsam mit der Mutter Friederike Luise Charlotte

## Ausstellung und Ehrung
Im Jahr 1912 wurde in Wien-Penzing (14. Bezirk) die Klinkowströmgasse nach ihm und seinen Söhnen benannt.
- 2010: Die Geburt der Romantik in Pommern: Friedrich, Runge, Klinkowström, Pommersches Landesmuseum, Greifswald
- Zur Erinnerung an ihn und andere Maler existiert seit 1997 die Route der Norddeutschen Romantik. Der 54 km lange Lehrpfad verbindet von Greifswald bis nach Wolgast insgesamt zehn Lebens- und Motivstationen frühromantischer Maler der Region.

## Werke

### Malerei

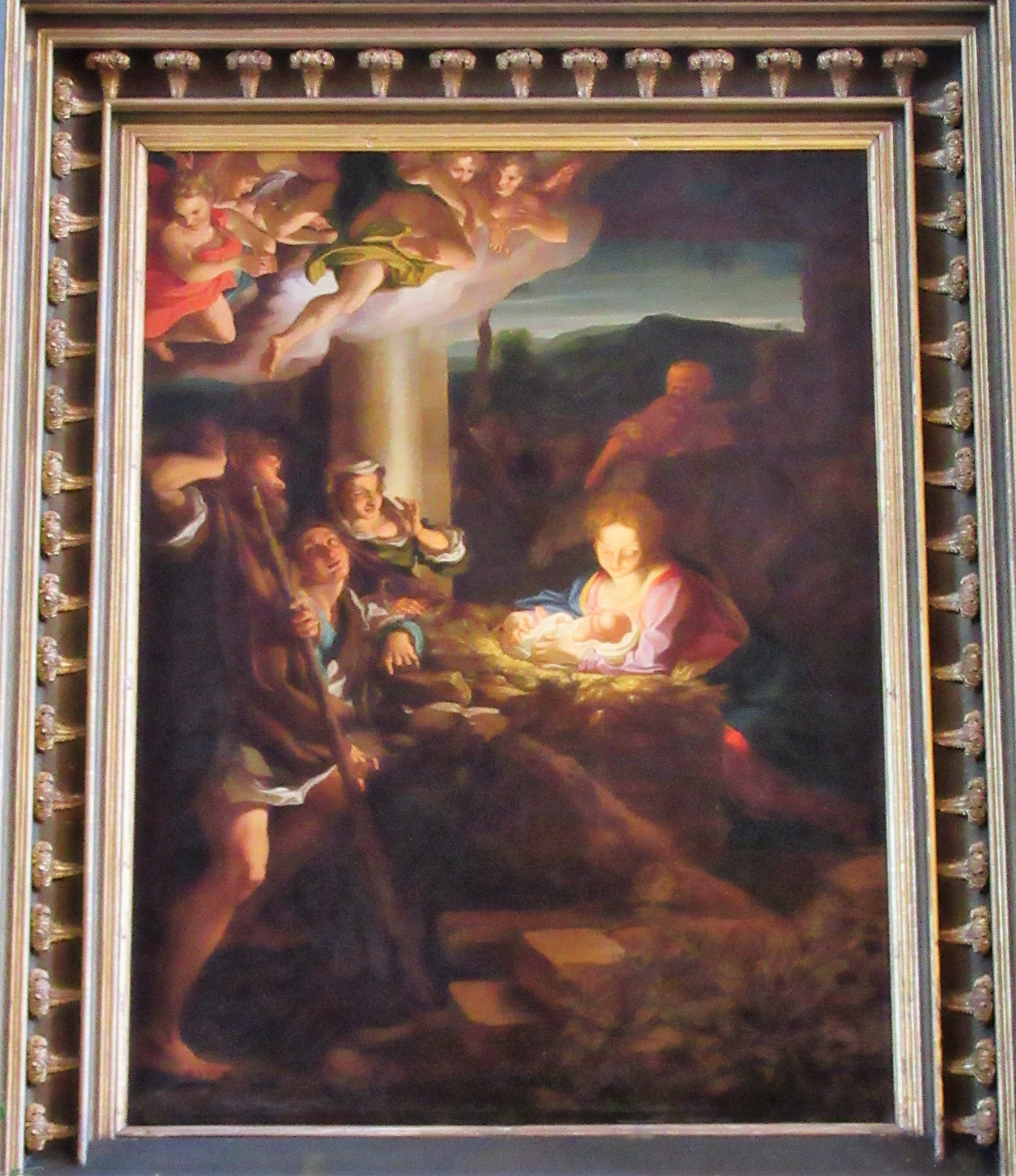
„Die Heilige Nacht“

Seine künstlerische Betätigung als Maler beschränkte sich im Wesentlichen auf die Zeit von 1802 bis 1812. Aus dem malerischen Schaffen, das Kopien von Gemälden von Raffael, Rubens und Tizian beinhaltete, ist wenig nachweisbar. Von den von ihm gemalten Landschaftstapeten im Blauen Salon im zweiten Obergeschoss von Schloss Ludwigsburg sind nur historische Fotos erhalten. Erhalten blieb:
- Selbstbildnis, 1803, Kreide, 60 cm × 46 cm. Privatbesitz.[5]
- Merkur und Argus, 1804, Öl auf Leinwand, 62,5 cm × 84,5 cm. Kopie nach dem gleichnamigen Gemälde von Peter Paul Rubens (um 1635/38). Privatbesitz.[5]
- Triumph der Venus, 1805, Pinselzeichnung, 14 cm × 23,5 cm. Privatbesitz.[5]
- Die Heilige Nacht, 1806/07, Öl auf Leinwand, 261,5 cm × 190 cm. Kopie nach dem gleichnamigen Gemälde von Correggio (um 1522/30). Altarbild der Marienkirche in Greifswald.[6]
- Ego, um 1807, Aquarell und Feder, 28 cm × 19,5 cm. Privatbesitz.[5]
- Ossian zwischen Morgen und Abend, 1807, Feder und Aquarell, 37 × 59 cm. Privatbesitz.[5]
- Kreuzigung, 1808, Feder und Aquarell, 43,5 cm × 36,5 cm. Privatbesitz.[5]
- Anbetung der Heiligen drei Könige, vermutlich 1805, Öl, 134 cm × 100 cm, Signatur „Für Mutter“ auf dem Rahmen. Schlosskapelle Ludwigsburg.[7]
- Verkündigung, undatiert, Öl auf Leinwand, 105 cm × 170 cm. Schlosskapelle Ludwigsburg.[7]

### Schriften
Klinkowström übersetzte religiöse Schriften von Denis-Antoine-Luc de Frayssinous und J.N. Grou aus dem Französischen. In den Jahren 1818 bis 1821 gab er unter dem Pseudonym „Friedrich Kindmann“ das „Wiener Sonntagsblatt für die Jugend“ heraus, das starke Beachtung fand.
- Neues ABC-Buch, ~1820 (2. Auflage 1829)
- Neues Bilder- und Lesebuch, nach 1820
- Vater Heinz, eine Sammlung von Märchen und Erzählungen, 1833